# Vitănești (okręg Vrancea)
Vitănești – wieś w Rumunii, w okręgu Vrancea, w gminie Țifești. W 2011 roku liczyła 266
mieszkańców.